# Евстигматальні
Евстигматальні (Eustigmatales) — порядок хромофітових водоростей, єдиний у класі евстигматофіцієвих [=Eustigmatophyceae]. У передній частині клітини монадних стадій наявна особлива органела: оранжево-червоне вічко — стигма, від якої походить назва таксону. Функція стигми – фокусувати світлові потоки на фоторецептор.

Евстигматальні населяють ґрунт, прісні та солоні води. Група споріднена з жовтозеленими водоростями [=Xanthophyta], від яких відрізняється наявністю стигми поза хлоропластом.

## Родини
- Chlorobotrydaceae
- Eustigmataceae
- Loboceae
- Monodopsidaceae
- Neomonodaceae
- Pseudocharaciopsidaceae